# K-1
K-1（ケイワン）は、日本のキックボクシングを中心とした打撃系格闘技イベント。1993年に正道会館の石井和義が創設。2014年5月からK-1実行委員会によって主催され、以降「新生K-1」とも称される。

## 歴史

### 設立
1992年10月4日に正道会館主催の格闘技大会『格闘技オリンピックIII〜'92カラテワールドカップ』で、のちのK-1となる大会「10万ドル争奪世界最強決定トーナメント」を1993年に開催することを発表。
1993年4月30日に第1回大会『K-1 GRAND PRIX '93 〜10万ドル争奪格闘技世界最強トーナメント〜』が開催され、8選手による無差別級トーナメントが行われた。「K-1」という名称の由来は、「K」が「空手」、「キックボクシング」、「カンフー」、「拳法」などの立ち技格闘技あるいは「格闘技」そのもの、そして「KING」の頭文字を意味し、1はナンバーワンを意味しており、空手やキックボクシングなどの打撃系立ち技格闘技の世界一の最強の格闘者を決める大会を行うというのが設立のコンセプトである。命名者は全日本新空手道連盟創師の神村榮一。
1995年にはアンディ・フグをメインイベンターに据えてK-1初の海外大会をフグの母国であるスイス・チューリッヒのハレンスタジオンで開催。以後、2000年まで毎年同スタジアムで大会を開催し、同スタジアムの最多観客動員記録を更新。
1996年にはフジテレビの全国ネットとゴールデンタイム放送に進出。
1997年、「三大ドームツアー」と称してナゴヤドーム、大阪ドーム、東京ドームで大会を開催。東京ドームで開催された『K-1 GRAND PRIX '97 決勝戦』は満員となる54,500人の観客を動員し、平均視聴率20.7%、瞬間最高視聴率27.3%を記録した。
1998年には日本人選手を主軸とする『K-1 JAPAN』シリーズを立ち上げた。中継局は日本テレビ。
2000年には『K-1 GRAND PRIX』シリーズを『K-1 WORLD GP』シリーズと改称し、北米、ヨーロッパ、豪州などで地区予選大会を開催するなど本格的に世界進出を開始。7月30日に開催された『K-1 WORLD GP 2000 in 名古屋』ではプロボクシング公式戦ヘビー級6Rマイク・ベルナルド vs. ジャスティン・フォーチュンを実施（1R無効試合、BoxRec記載）。石井は日本IBFと連携しマイク・タイソンや西島洋介のスカウトに動いた。8月24日にアンディ・フグが急性前骨髄球性白血病（APL）により35歳で死去。
2002年にミドル級（-70kg）部門の『K-1 WORLD MAX』シリーズを立ち上げる。中継局はTBSテレビ。
また、2002年よりグランプリへの出場選考が予選トーナメント優勝者から前年のベスト8ファイターに加えて、主催者推薦選手と世界最終予選トーナメント優勝者による99年以来の開幕戦制度が再導入される。ジェロム・レ・バンナ、マーク・ハント、アーネスト・ホースト、ミルコ・クロコップら主力選手が好調期を迎え、ゲーリー・グッドリッジやセミー・シュルトなどの総合格闘技「PRIDE」を主戦場にする選手も高い適応力を見せた。さらに実力的に全盛期であったボブ・サップが派手なパフォーマンスと親しみやすいキャラクターで一般層への知名度も爆発的に急上昇したこともあってK-1人気は全盛期を迎える。
2002年8月28日、「PRIDE」を主催するドリームステージエンターテインメント（DSE）の全面協力のもと、国立霞ヶ丘競技場では初となる格闘技イベント『Dynamite!』を開催。日本国内格闘技大会史上最多観客動員記録となる91,107人を記録。12月7日に東京ドームで開催された『K-1 WORLD GP 2002 決勝戦』ではチケット完売となる74,500人の超満員の観客動員を記録した。

### FEG
2002年12月、運営会社であるケイ・ワンが法人税法違反で摘発され（ケイ・ワン脱税事件）、K-1を取り仕切っていた石井和義がK-1の全役職を辞任。2003年からは元格闘技雑誌編集者の谷川貞治が設立した会社『FEG』が主催・運営することとなる。この年に引退した角田信朗が競技統括プロデューサーに就任。
谷川がK-1プロデューサーに就任して以降、曙太郎やボビー・オロゴンなどのキャラクター先行の色物選手を優先した『谷川モンスター路線』が始まる（詳細は谷川貞治の「谷川モンスター路線」の項を参照）。モンスター路線開始当初は一般層への話題性もあって高視聴率を獲得したが、従来の実力路線を望むファンからの批判もあった。この年を最後に、JAPAN GP優勝者の開幕戦出場免除が無くなった。
2003年12月31日、単独では初の大晦日興行『K-1 PREMIUM 2003 Dynamite!!』を開催、曙太郎とボブ・サップの対戦において、曙がKOされたシーンの視聴率は同時刻の第54回NHK紅白歌合戦の35.5%を上回る43%であった。
2003年、K-1と契約していたミルコ・クロコップの引き抜き問題を巡って、協力体制を築いていた『PRIDE』の運営元であるドリームステージエンターテインメント（DSE）と決別。2004年に総合格闘技大会『K-1 ROMANEX』を開催。なお、FEGは『K-1 ROMANEX』の後継として2005年から2007年まで『HERO'S』、2008年3月から2011年まで『DREAM』を主催した。

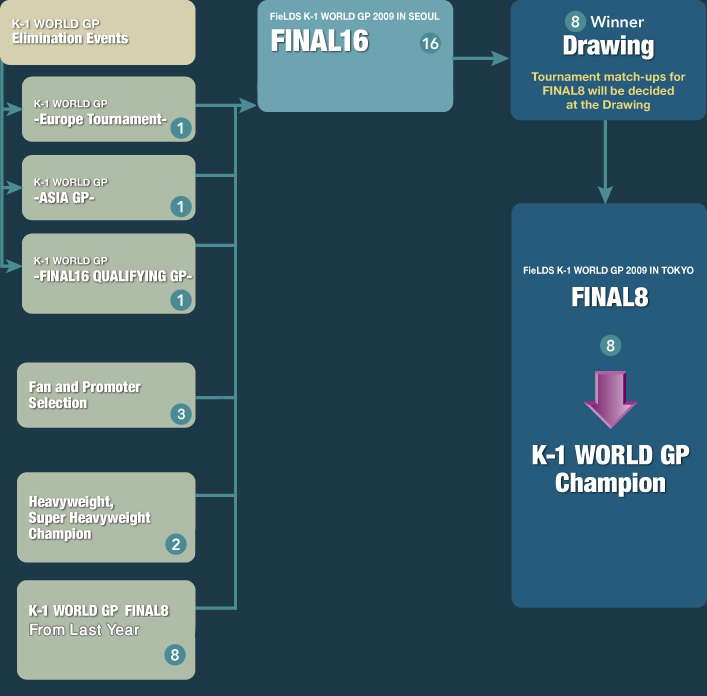
2009年度のK-1 WORLD GPのシステム

2007年からは、スター不在とされる日本人ヘビー級選手の発掘を目的としたトライアウト『K-1 JAPAN TRYOUT』を実施。元プロ野球選手の立川隆史や、オードリーの春日俊彰が出場した。また、スーパーヘビー級とヘビー級（-100kg）タイトルも新設された。
2008年にライト級（-60kg）部門を『K-1 WORLD MAX』内にて新設。また、若年部門『K-1 YOUTHシリーズ』を新設。以降、『K-1甲子園』と題し、現役高校生を主軸としたトーナメントを実施。
2009年より女子部門を新設。3月20日の『K-1 AWARD & MAX KOREA 2009』にて、イム・スジョン vs. RENA戦が組まれた。
2010年にはライト級（-63kgに変更）が本格的に始動、5月2日に初の単独興行を開催した。
主催会社であるFEGが深刻な財政難に陥り、多くの選手へのファイトマネーの不払いが発生。興行開催に支障をきたし始めた。2010年7月16日、FEGは上海の投資銀行『PUJI Capital』と提携することを発表し、アジアや欧米での市場拡大のために資金調達をしていくことを表明した。その後も選手・関係者への給与未払いが続出し、2011年のK-1 WORLD GP開催は中止された（詳細はFEGを参照）。
2012年5月7日、ゴールデン・グローリー代表のバス・ブーンからFEGのファイトマネー不払いへの訴訟を起こされ、東京地方裁判所民事第20部よりFEGが破産手続開始の決定を受けた。
2012年8月15日、旧ケイ・ワンから商号を変更したライツコムが破産手続開始の決定を受けた。
2011年11月にK-1創設者の石井和義はK-1の新たな主催団体として国際K-1連盟（FIKA）を設立し、2012年よりFIKA主体でK-1の興行体制を再構築する方針を明らかにした。

### K-1Global Holdings Limited
2011年8月に「K-1Global Holdings Limited」（以下、K-1グローバル）が香港で設立され、2012年1月にEMCOMホールディングスがK-1グローバルを買収し、K-1の世界大会の興行権を獲得。2012年5月16日に元K-1 MAX世界王者の魔裟斗がエグゼクティブプロデューサーに就任。「K-1」の商標権は創設者である石井が所有していたが、2011年7月に不動産デベロッパーのバルビゾンに移管。2012年1月にEMCOMがバルビゾンの持つ商標権の買収を発表し、EMCOM子会社のK-1グローバルが諸権利を取得した。
2012年5月27日、K-1グローバルが運営会社となって初めての大会「K-1 RISING 2012～K-1 WORLD MAX FINAL16 2012～」がスペインのマドリードで開催。この大会では、K-1のミドル級トーナメントのFINAL16が行われ、アンディ・サワーら多くの強豪選手が出場したほか、スーパーヘビー級ワンマッチには9年ぶりの出場となるミルコ・クロコップ、プロボクシング転向を表明していたバダ・ハリらが出場した。
2012年10月に東京・両国国技館で無差別級トーナメント1回戦「K-1 RISING 2012 WORLD GP FINAL 16」、2013年3月にクロアチアのザグレブで無差別級決勝トーナメント「K-1 World Grand Prix FINAL in Zagreb」を開催し、ミルコ・クロコップが優勝。
2012年11月、K-1グローバルに対してイギリス領ヴァージン諸島に本社を置くLEXI INVESTMENT LIMITEDを割当先とする第三者割当増資が実施され、EMCOMの連結対象から外れる。また、2012年限りで魔裟斗がエグゼクティブプロデューサーを辞任した。
2013年9月からはK-1 WORLD MAX 2013が順次開催され、2014年10月に決勝が行われた。
格闘技興行の一方で、2013年より「K-1 GYM」のブランド名で総合格闘技を中心としたスポーツジムの展開を始める（運営は株式会社M-1スポーツメディア）。2013年8月には1号店を東京・武蔵小山（旧髙田道場跡地）にオープンし、2014年4月には小比類巻貴之率いる「小比類巻道場」をリニューアルする形で恵比寿に2号店をオープンした。同月には続けて総本部を新宿のGENスポーツパレスにオープンした。

### K-1実行委員会
2014年5月29日、「K-1 WORLD LEAGUE」の発足が発表された。K-1グローバルから日本地域の独占ライセンスを取って「K-1実行委員会」が主催し、実行委員長に矢吹満（本名: 玄満植〈ヒョン・マンシク〉)が就任、実行委員会にはプロデューサーの前田憲作、内田康弘、小比類巻貴之、梶原龍児らが参加。運営は立ち技格闘技イベント『Krush』を主催しているグッドルーザー、制作はM-1スポーツメディアがそれぞれ担当する。7月21日にアマチュア大会の「K-1 CHALLENGE」を開催し、K-1 WORLD LEAGUEは国立代々木競技場第二体育館で11月3日に旗揚げされる。
「K-1 WORLD LEAGUE」の名称は「K-1 WORLD GP」、「K-1 WORLD GP IN JAPAN」への変更を経て、2016年11月3日の国立代々木競技場第二体育館大会より「K-1 WORLD GP JAPAN」に決定した。
2016年11月をもって、プロデューサーが前田からKrushプロデューサーである宮田充に交代した。
2017年6月からはさいたまスーパーアリーナコミュニティアリーナで大会を開催し、2020年3月にメインアリーナで開かれたK'Festa 3まで継続的に使用された。また旧K-1と異なり国内の選手は原則専属契約であり、1試合ごとに契約期限が1年更新されることを明言している。
2018年12月17日より宮田に替わってK-1とKrushで解説を担当している格闘技ライターの中村拓己がプロデューサーに就任。
2019年は3月10日のさいたまスーパーアリーナ(メインアリーナ)に始まり、6月30日に国技館、8月28日に大阪府立など全国各地での大会が決定。また発足以降、記者会見時の乱闘騒ぎやトラッシュトークが過剰になっていたことから、6月以降はそれらの行為に対して(怪我や人種差別に繋がると判断した場合)ファイトマネーの減額や没収試合などの罰則が課せられている。
2020年3月22日に行われた『K-1 WORLD GP 2020 JAPAN ～K’FESTA.3～』は新型コロナウイルス感染拡大に伴う自粛要請が出る中、観客を入れて開催に踏み切ったことが賛否両論となった。
2020年9月18日、サイバーエージェントがM-1スポーツメディアへの出資を発表。
2023年3月、M-1スポーツメディアは全世界におけるK-1ライセンスを取得。
2023年7月17日に行われた『K-1 WORLD GP 2023〜IN両国国技館〜』をもって中村がプロデューサーを退任し、翌18日にかつてGLORYの日本支部代表を務めていたカルロス菊田がプロデューサーに就任。K-1ライセンスの取得に伴い、かつての「K-1 WORLD GP」（無差別級トーナメント）、「K-1 WORLD MAX」（スーパーウェルター級〈-70kg〉トーナメント）を復活させ、世界各国の予選を勝ち抜いた選手たちによる年に一度のトーナメントを開催することに加え、極真空手や格闘技団体QUINTETとの業務提携を発表。
2023年9月10日に横浜アリーナで30周年記念無差別級トーナメントを中心とした『ReBOOT～K-1 ReBIRTH～』を開催し、12月9日にエディオンアリーナ大阪(大阪府立体育会館)で『K-1 ReBIRTH2』を開催した。

## ルール
- 6メートル以上四方、4本ロープのリングで試合を行う。
- 試合は以下の形式で行われる
  - ワンマッチ：本戦ワンマッチは3分3ラウンド延長1ラウンド[注 2]、3ノックダウン制。選手育成を目的としたプレリミナリーワンマッチは3分3ラウンド（女子は2分3ラウンド）、3ノックダウン制で延長戦は行わず、引き分けの裁定もある。
  - トーナメント：3分3ラウンド延長1ラウンド[注 3]、決勝以外は2ノックダウン制で決勝のみ3ノックダウン制。
- 有効技はパンチ、キックの打撃技のみで、頭突き、肘打ち、金的への攻撃などは反則となる。また、バックハンドブローにも制約がある。もちろん投げ技、関節技、寝技も反則である。
- 首相撲での膝蹴りなど相手を掴んでの攻撃は禁止（2002年10月までは無制限。それから規制ができ同年12月から2010年4月までは1回のみ認められた。2010年5月以降は片手のみで相手を押さえての攻撃は1回のみ可だった。K-1実行委員会主催では組んだ状態での攻撃が完全に禁止となり、片手のみで相手を押さえての攻撃も禁止となった）。
- 勝敗は以下の要素で決定する
  - ノックアウト（KO）：ダウンして9カウント以内に立ち上がれない、もしくは1ラウンド内に2回ダウン（トーナメントの決勝以外）もしくは3回ダウン（ワンマッチとトーナメントの決勝）した場合。
  - テクニカルノックアウト（TKO）：レフェリーまたは医師が試合続行不可能と判断した、もしくはセコンドによってタオルが投入された場合。
  - 判定：決着がつかずに試合が終了した場合、ジャッジ3名による判定が行われ、2票以上獲得した場合（延長戦の判定はラウンドマストシステム）。
  - 失格：反則行為により1試合内に減点3が与えられた場合。なお、明らかに故意・悪質な反則により試合続行不可能となった場合は反則を行った選手の負けとなる。
- 偶然のバッティングなどといった偶発性の反則により試合続行不可能となった場合、1ラウンド終了前は無効試合、2ラウンド以降なら負傷判定（引き分け裁定あり）に入る。ただし、トーナメントにおいて無効試合または負傷判定で引き分けとなった場合は試合続行可能の選手が次の試合に進出する。
- トーナメントにおいて勝ち上がった選手が負傷した場合、原則は選手に意思確認を行い選手の意思を尊重するが、怪我の程度によってはリングドクターの判断で棄権せざるを得ず、その場合は本戦前に行われるリザーブファイトの勝者もしくは棄権した選手に敗れた敗者が次の試合に出場することになる。
- リングシューズの着用は許可されているが、代わりに（膝から下を使う）足技の使用が禁止される（着用例としては、ボクシング出身の西島洋介）。

これらはあくまでK-1のオフィシャルルールに過ぎず、実際の興行では、異なるルール、例えば総合格闘技ルールやそれとの折衷ルールの試合も行われている。

## 王座・世界トーナメント
2025年7月現在
| 階級                   | 重量区分 | 王者               | 防衛回数 |
| ---------------------- | -------- | ------------------ | -------- |
| バンタム級             | -53kg    | 空位               | -        |
| スーパー・バンタム級   | -55kg    | 金子晃大           | 3        |
| フェザー級             | -57.5kg  | 寺田匠             | 1        |
| スーパー・フェザー級   | -60kg    | レミー・パラ       | 0        |
| ライト級               | -62.5kg  | 空位               | -        |
| スーパー・ライト級     | -65kg    | 空位               | -        |
| ウェルター級           | -67.5kg  | 空位               | -        |
| スーパー・ウェルター級 | -70kg    | オウヤン・フェン   | 1        |
| ミドル級               | -75kg    | 松倉信太郎         | 0        |
| クルーザー級           | -90kg    | ティアン・ターザン | 0        |
| ヘビー級               | 無差別   | ロエル・マナート   | 2        |
| 女子アトム級           | -45kg    | 松谷綺             | 0        |
| 女子ミニマム級         | -48kg    | 空位               | -        |
| 女子フライ級           | -52kg    | ☆SAHO☆             | 1        |

### K-1 WORLD GP
※無差別級トーナメント
| 回 | 開催日         | 優勝                      | 準優勝                               | 第3位                                         |
| -- | -------------- | ------------------------- | ------------------------------------ | --------------------------------------------- |
| 1  | 1993年4月30日  | ブランコ・シカティック    | アーネスト・ホースト                 | 佐竹雅昭 モーリス・スミス                     |
| 2  | 1994年4月30日  | ピーター・アーツ          | 佐竹雅昭                             | パトリック・スミス ブランコ・シカティック     |
| 3  | 1995年5月4日   | ピーター・アーツ（2）     | ジェロム・レ・バンナ                 | マイク・ベルナルド アーネスト・ホースト       |
| 4  | 1996年5月6日   | アンディ・フグ            | マイク・ベルナルド                   | ムサシ アーネスト・ホースト                   |
| 5  | 1997年11月9日  | アーネスト・ホースト      | アンディ・フグ                       | フランシスコ・フィリォ ピーター・アーツ       |
| 6  | 1998年12月13日 | ピーター・アーツ（3）     | アンディ・フグ                       | マイク・ベルナルド サム・グレコ               |
| 7  | 1999年12月5日  | アーネスト・ホースト（2） | ミルコ・“クロコップ”・フィリポビッチ | サム・グレコ ジェロム・レ・バンナ             |
| 8  | 2000年12月10日 | アーネスト・ホースト（3） | レイ・セフォー                       | フランシスコ・フィリォ シリル・アビディ       |
| 9  | 2001年12月8日  | マーク・ハント            | フランシスコ・フィリォ               | ステファン・レコ アレクセイ・イグナショフ     |
| 10 | 2002年12月7日  | アーネスト・ホースト（4） | ジェロム・レ・バンナ                 | レイ・セフォー マーク・ハント                 |
| 11 | 2003年12月6日  | レミー・ボンヤスキー      | 武蔵                                 | シリル・アビディ ピーター・アーツ             |
| 12 | 2004年12月4日  | レミー・ボンヤスキー（2） | 武蔵                                 | ガオグライ・ゲーンノラシン フランソワ・ボタ   |
| 13 | 2005年11月19日 | セーム・シュルト          | グラウベ・フェイトーザ               | レミー・ボンヤスキー 武蔵                     |
| 14 | 2006年12月2日  | セーム・シュルト（2）     | ピーター・アーツ                     | アーネスト・ホースト グラウベ・フェイトーザ   |
| 15 | 2007年12月8日  | セーム・シュルト（3）     | ピーター・アーツ                     | ジェロム・レ・バンナ レミー・ボンヤスキー     |
| 16 | 2008年12月6日  | レミー・ボンヤスキー（3） | 空位                                 | エロール・ジマーマン グーカン・サキ           |
| 17 | 2009年12月5日  | セーム・シュルト（4）     | バダ・ハリ                           | アリスター・オーフレイム レミー・ボンヤスキー |
| 18 | 2010年12月11日 | アリスター・オーフレイム  | ピーター・アーツ                     | セーム・シュルト グーカン・サキ               |
| 19 | 2024年12月14日 | アリエル・マチャド        | フェン・ルイ                         | 山口翔大 エロール・ジマーマン                 |

### K-1 WORLD MAX
※-70kg級（ミドル級ないしスーパーウェルター級）トーナメント
| 回 | 開催日         | 優勝                             | 準優勝                      | 第3位                                                   |
| -- | -------------- | -------------------------------- | --------------------------- | ------------------------------------------------------- |
| 1  | 2002年5月11日  | アルバート・クラウス             | ガオラン・カウイチット      | 魔裟斗 小比類巻貴之                                     |
| 2  | 2003年7月5日   | 魔裟斗                           | アルバート・クラウス        | サゲッダーオ・ギャットプートン ドゥエイン・ラドウィック |
| 3  | 2004年7月7日   | ブアカーオ・ポー.プラムック      | 魔裟斗                      | 小比類巻貴之 アルバート・クラウス                       |
| 4  | 2005年7月20日  | アンディ・サワー                 | ブアカーオ・ポー.プラムック | 安廣一哉 アルバート・クラウス                           |
| 5  | 2006年6月30日  | ブアカーオ・ポー.プラムック（2） | アンディ・サワー            | 魔裟斗 ドラゴ                                           |
| 6  | 2007年10月3日  | アンディ・サワー（2）            | 魔裟斗                      | アルトゥール・キシェンコ アルバート・クラウス           |
| 7  | 2008年10月1日  | 魔裟斗（2）                      | アルトゥール・キシェンコ    | 佐藤嘉洋 アンディ・サワー                               |
| 8  | 2009年10月26日 | ジョルジオ・ペトロシアン         | アンディ・サワー            | 山本優弥 ブアカーオ・ポー.プラムック                    |
| 9  | 2010年11月8日  | ジョルジオ・ペトロシアン（2）    | 佐藤嘉洋                    | マイク・ザンビディス ドラゴ                             |
| 10 | 2024年7月7日   | ストーヤン・コプリヴレンスキー   | ヴィクトル・アキモフ        | デング・シルバ セルジオ・サンチェス                     |

### K-2・K-3
| トーナメント名 | 開催日         | 階級    | 優勝                 | 準優勝                     | 第3位                                         |
| -------------- | -------------- | ------- | -------------------- | -------------------------- | --------------------------------------------- |
| K-2 GRANDPRIX  | 1993年12月19日 | -82kg級 | アーネスト・ホースト | チャンプア・ゲッソンリット | アダム・ワット タシス・“トスカ”・ペトリディス |
| K-3 GRANDPRIX  | 1995年7月16日  | -75kg級 | イワン・ヒポリット   | 金泰泳                     | 後川聡之 オーランド・ウィット                 |

### 新生K-1の世界トーナメント
| 開催日        | 階級                 | 優勝                     | 準優勝                   | 第3位                               |
| ------------- | -------------------- | ------------------------ | ------------------------ | ----------------------------------- |
| 2016年6月24日 | スーパー・ライト級   | ゲーオ・ウィラサクレック | イリアス・ブライド       | 山崎秀晃 野杁正明                   |
| 2016年9月19日 | スーパー・フェザー級 | 卜部功也                 | 大雅                     | 卜部弘嵩 パウロ・テバウ             |
| 2018年12月8日 | ライト級             | 林健太                   | 大沢文也                 | 篠原悠人 恭士郎                     |
| 2019年6月30日 | スーパー・バンタム級 | 武居由樹                 | 玖村将史                 | サンベル・ババヤン 玖村修平         |
| 2022年4月3日  | 無差別級             | マハムード・サッタリ     | 谷川聖哉                 | 加藤久輝 京太郎                     |
| 2022年8月11日 | フェザー級           | 軍司泰斗                 | 斗麗                     | 玖村修平 ワン・ジュングァン         |
| 2023年9月10日 | 無差別級             | リュウ・ツァー           | クラウディオ・イストラテ | シナ・カリミアン アリエル・マチャド |
| 2024年9月29日 | スーパー・バンタム級 | 金子晃大                 | 大久保琉唯               | 璃明武 玖村将史                     |

## 試合中継

### K-1 WORLD GPシリーズ
無差別級トーナメント、スーパーヘビー級（100kg超）・ヘビー級（100kg以下）のワンマッチを中心とした大会。
1993年の第1回からフジテレビで放送され、1996年の大会から全国ネットおよびゴールデンタイム放送に格上げされた。旗揚げ当初から『K-1 GRAND PRIX』という名称であったが、本格的な世界進出を開始した2000年に『K-1 WORLD GP』シリーズへと改称された。また、CS放送・フジテレビNEXTでも2009年まで放送されていたが、2010年からはスカチャンでのPPV生中継に移行した。
フジテレビの格闘技情報番組『SRS』（2008年9月終了）と連動しており、同番組の歴代「格闘ビジュアル・クイーン」がリポーターを務めていた。
ハーフタイムショーでは、話題となっているグループのパフォーマンスが行われる。K-1 WORLD GP 2009 FINALではAKB48が、K-1 WORLD GP 2010 FINALではももいろクローバーが出演した。
司会進行
- 藤原紀香・長嶋一茂・優木まおみ

解説
- 石井和義（ケイ・ワン体制時代）
- 谷川貞治

リングアナウンサー
- ボンバー森尾（メイン）
- マイケル・バッファー（WORLD GP決勝トーナメントおよびInLas Vegas予選トーナメント）
- ジミー・レノン・ジュニア
- 関根勤（ゲスト）
- 宮田充
- パトリック・ハーラン（パックンマックン）

ナレーター（テレビ放送）
- 武居“M”征吾（初回-2006年3月5日放送分（ニュージーランド大会）
- 鈴木英一郎（2006年4月30日放送分（ラスベガス大会）-2007年12月8日）
- 立木文彦（2008年4月13日放送分（横浜大会）-）

VHS・DVD版
- 青嶋達也（フジテレビアナウンサー）
- 奥寺健（同）
- 竹下陽平（同） など

### K-1 WORLD MAXシリーズ
ミドル級（-70kg契約）およびライト級（-63kg契約）のトーナメントおよびワンマッチの大会。
2002年の第1回からTBS系列で放送されており、日本代表決定トーナメントを皮切りに、年4回開催された。地上波放送から数週間後以降にTBSチャンネルやBS-TBS（旧BS-i）でも放送、試合をピックアップしてJ SPORTSでも放送されていたが、2010年5月のライト級トーナメントからはスカチャンのPPVにてMAXでは初となる生中継を行った。
平日と祝日に開催され、2009年以降は内藤大助や亀田興毅・大毅兄弟のボクシング世界タイトルマッチとセットで中継される機会が多くなった（ボクシング中継が1時間程度、K-1が2時間程度）。
司会進行
- 井上和香（2008年まで）
- 佐々木希（2009年 - 2010年）

解説
- 畑山隆則
- 前田憲作

リングアナウンサー
- ボンバー森尾（メイン）
- パトリック・ハーラン
- 渡辺いっけい（ゲスト）

ナレーター
- 田子千尋
- 根岸朗（2005年 - 2006年）

### K-1甲子園、K-1 WORLD YOUTHシリーズ
2007年よりTBS系列で放送。
2007年2月、『K-1 WORLD MAX日本代表決定トーナメント』にて、ヘッドギア着用の特別試合として中学生であったHIROYAがK-1史上最年少デビューで3RKO勝利したことをきっかけにスタートした。
K-1甲子園は年齢18歳以下の現役高校生ファイターによるイベント。同年12月31日の『K-1 PREMIUM 2007 Dynamite!!』でスタートし、2008年までは62kg以下級のみで行われていたが、2009年からは70kg級も行われることになった。名称の由来は全国高等学校野球選手権大会が行われている阪神甲子園球場から。新空手との全面協力で行われている。2008年はK-1甲子園の地区予選トーナメントが各地区ごとに「K-1甲子園 予選トーナメント試合ルール」に則って行われ、予選優勝者がK-1甲子園トーナメントに進出し、決勝大会は同年大晦日のDynamite!!で行われる形式だった。2009年からは地区代表決定戦もリングの上で試合を行うこととなった。
K-1 WORLD YOUTHシリーズはK-1甲子園の反響の大きさを受けて2008年にスタート。20歳以下のK-1選手育成・強化を目的とする世界的プロジェクトである。世界各国においてU-20のトライアウトを実施し、強化選手を選抜しナショナル・チームを編成して国別対抗戦を行っている。K-1 WORLD MAXシリーズの大会で対抗戦を行うこともある。WORLD YOUTHの日本代表チームの監督は前田憲作が務めている。

### Dynamite!!
2003年よりTBS系列で放送。
2001年・2002年の大晦日にTBS系列で放送していた『INOKI BOM-BA-YE（猪木祭）』が2003年は日本テレビに移籍し、それに代わって登場したイベント。これによって、2003年の大晦日は日テレ系＝猪木祭、TBS系＝K-1、フジ系＝PRIDEと、3局で格闘技イベントが放送された。
K-1 WORLD MAXシリーズ・DREAMと同様に、フジテレビが主に扱うヘビー級選手の出場もある。
開催地は、2003年のみナゴヤドーム、2004年からは大阪ドーム、2008年からはさいたまスーパーアリーナ。

### K-1 JAPANシリーズ
1998年から日本テレビ系列で放送開始。2004年の6月の大会を最後に打ち切り。
日本人ファイター育成を目的に立ち上げられたシリーズであるが、日本人ファイターと規格外の体格を持った、いわゆる「モンスター系」のファイターとを対戦させ、総合格闘技ルールの試合も行うなど、実験的要素の多いシリーズでもあった。このシリーズでブレイクしたモンスター系ファイターの1人にボブ・サップがおり、サップは後に新日本プロレスのIWGPヘビー級王座を獲得した。
また、新たなK-1ファン掘り起こしのため、系列局などのタイアップによる地方興行も積極的に行っていた。
のちに独立したシリーズとなったK-1 MAXシリーズも元々このシリーズの中で『K-1 J・MAX』として実施しており、魔裟斗や小比類巻も『K-1 J・MAX』でK-1デビューした。
協栄ボクシングジムがシュートボクシング初代全日本カーディナル級（現:スーパーフェザー級）王者・大村勝巳を専属コーチに迎え、「K-1キョウエイジム」の看板を掲げて参戦したこともあった。
テレビ放送のナレーターは垂木勉。VHSやDVD版は基本的にナレーターなし。マスコットガールは優香。

### K-1 ROMANEX、HERO'S
共にTBS系列で放送。また、地上波の放送から数週間後以降にBS-iやCS放送・TBSチャンネルでも放送される（K-1 WORLD MAXシリーズも含む）。J SPORTS ESPNでもメインの試合をピックアップして放送された。
『DREAM』への移行に伴い終了。

### K-1 WORLD GP JAPAN以降
2014年11月3日の「K-1 WORLD GP IN JAPAN」第1弾となる「K-1 WORLD GP 2014 〜-65kg初代王座決定トーナメント〜」は、GAORA SPORTSで生中継され、以降逐次同チャンネルで放送。
2015年9月22日の「K-1 WORLD GP 2015 〜SURVIVAL WARS〜」はBSスカパー!で生中継。
同年10月8日より、新生K-1にとって初となる地上波のレギュラー情報番組『新K-1伝説』がテレビ東京にて放送をスタート。
2016年に開局したABEMA（当時Abematv）では3月の先行配信より中継を実施し、2017年2月より「格闘チャンネル」にて独占生配信。2024年7月7日のK-1 WORLD MAXはABEMA PPV ONLINE LIVEにて全試合PPV生中継を実施。9月29日のK-1 WORLD MAX以についてはABEMAプレミアムでの全試合生中継を実施。以降は興行によって無料・プレミアム・PPVに分かれる。
2023年6月3日の「K-1 WORLD GP 2023～初代ミドル級王座決定トーナメント～」よりU-NEXTでも配信されていたが、同年限りで終了。ただし姉妹イベントであるKrushの中継については2024年8月18日のKrush.164まで継続。
2023年9月10日の「ReBOOT」よりQUINTETとの合同興行を中心にDAZNにて世界200か国以上に配信される予定だったが、ReBOOTの配信は当日朝になって諸事情のためPPV配信予定だったFITE TV（現TrillerTV）とともに中止となり、海外向けには急遽YouTubeにて無料配信を実施することになった。2024年3月20日の「K-1 WORLD MAX 2024 3.20代々木」はTrillerTVに加えてFight Plus HD、K-1 WORLDWIDE PPV（Streamticket）を通じて全世界へPPV配信を行った。
2024年8月、アメリカでスポーツ配信を手掛けるCSI SPORTSと業務提携を結び、2025年2月9日開催のK-1 WORLD MAXを22日にFIGHT SPORTSを通じて録画配信された。

### テーマ曲
- K-1 WORLD GPシリーズ（フジテレビ中継）のテーマ曲はプリンス（Prince）（当時はジ・アーティスト・フォーマリー・ノウン・アズ・プリンス（The Artist Formerly Known As Prince））のアルバム「ゴールド・エクスペリエンス（Gold Experience）」収録曲の「エンドルフィンマシーン（Endorphinmachine）」。エンディング曲は同じくプリンスの同アルバムの収録曲の「ゴールド（Gold）」。
- K-1 JAPANシリーズ（日本テレビ中継）のテーマ曲はB'zのボーカリストである稲葉浩志の「AKATSUKI」。
- K-1 WORLD MAXシリーズ（TBS中継）のテーマ曲はガンマ・レイ（GAMMA RAY）のアルバム「ノー・ワールド・オーダー（No World Order）」収録曲の「インダクション（Induction）」。オープニングテーマはヴォルフガング・アマデウス・モーツァルト（Wolfgang Amadeus Mozart）の「第3曲 ディエス・イレ【怒りの日」。

### 連動番組
日本テレビ系列
- 超K-1宣言!（1998年 - 2002年）
- 最強魂（2002年 - 2003年）

TBS系列
- 格闘王（2001年 - 2009年）
- 格闘王子（2009年 - 2010年）

フジテレビ系列
- SRS（1996年4月 - 2008年10月3日）

テレビ東京
- 新K-1伝説（2015年10月8日 - 2020年3月20日）

## 各種記録等
- 決勝トーナメント最多優勝記録
  - WORLD GP記録：アーネスト・ホースト、セーム・シュルト（4度）
  - WORLD MAX記録：ブアカーオ・ポー.プラムック、アンディ・サワー、魔裟斗、ジョルジオ・ペトロシアン（2度）
- 決勝トーナメント最多連続優勝記録
  - WORLD GP記録：セーム・シュルト（3年連続）
  - WORLD MAX記録：ジョルジオ・ペトロシアン（2年連続）
- トーナメント最短優勝記録（トーナメント全試合の合計試合時間）：ベン・エドワーズ（2010年7月10日、K-1 OCEANIA GP、3分26秒）
- 決勝トーナメント最短優勝記録（決勝トーナメント全試合の合計試合時間）：セーム・シュルト（2009年12月5日、K-1 WORLD GP 2009 FINAL、5分53秒）
- 決勝トーナメントファイナル最多出場記録
  - WORLD GP記録：ピーター・アーツ（6度）
  - WORLD MAX記録：アンディ・サワー、魔裟斗（4度）
- 決勝トーナメントファイナル連続最多出場記録
  - WORLD GP記録：アンディ・フグ、セーム・シュルト（3年連続）
  - WORLD MAX記録：ブアカーオ・ポー.プラムック、アンディ・サワー（3年連続）
- 決勝トーナメント最多出場記録
  - WORLD GP記録：ピーター・アーツ（17度）
  - WORLD MAX記録：アルバート・クラウス（9度）
- 決勝トーナメント最多連続出場記録
  - WORLD GP記録：ピーター・アーツ（16年連続）
  - WORLD MAX記録：アルバート・クラウス（9年連続）
- 決勝トーナメント最年少優勝記録
  - WORLD GP記録：ピーター・アーツ（23歳6ヶ月）
  - WORLD MAX記録：アルバート・クラウス（21歳9ヶ月）
- 決勝トーナメント最年長優勝記録
  - WORLD GP記録： アリエル・マチャド（37歳7ヶ月）
  - WORLD MAX記録：ストーヤン・コプリヴレンスキー（30歳0ヶ月）
- 最短KO記録試合：レミギウス・モリカビュチス VS 我龍真吾（2006年2月4日、K-1 WORLD MAX 2006 〜日本代表決定トーナメント〜、1ラウンド8秒）
- 最多連勝記録：ピーター・アーツ（19連勝）
- KOもしくはTKOでの最多連勝記録：ピーター・アーツ（9連勝）
- 最多対戦回数：ピーター・アーツ VS マイク・ベルナルド（6度）